# Nicolas Bergasse
Nicolas Bergasse, född den 24 januari 1750 i Lyon, död den 28 maj 1832, var en fransk statsman och skriftställare.
Bergasse skapade sig först som parlamentsadvokat ett namn i en av de ryktbara processerna mot Pierre de Beaumarchais (1781). Vid revolutionens utbrott invaldes han av staden Lyon i riksständerna, men utträdde frivilligt i oktober 1789 för att inte nödgas avlägga den nya eden på konstitutionen.
Sedan inskränkte han sig nästan uteslutande till publicistisk verksamhet. När man 1792 i Tuilerierna fann flera av hans till kungen riktade memoarer, blev han fängslad, och blott Robespierres fall räddade hans liv. Han ägnade sig sedan helt åt filosofiska arbeten, i vilka han utvecklade stor idérikedom och glänsande diktion. Karl X utnämnde honom 1830 till statsråd.